# Hermann Blumenau

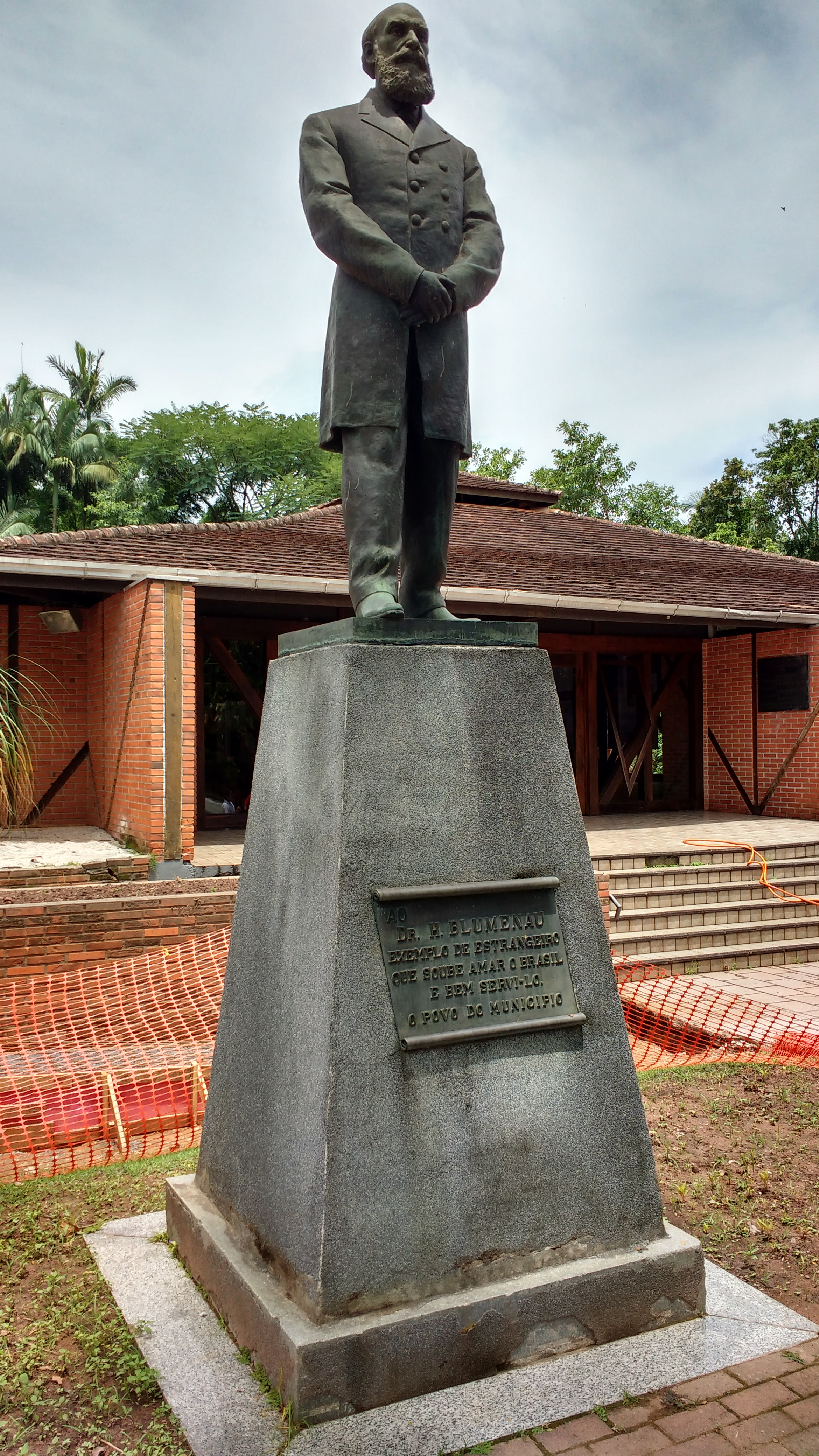
Standbild Blumenaus vor dem nach ihm benannten Mausoleum in Blumenau

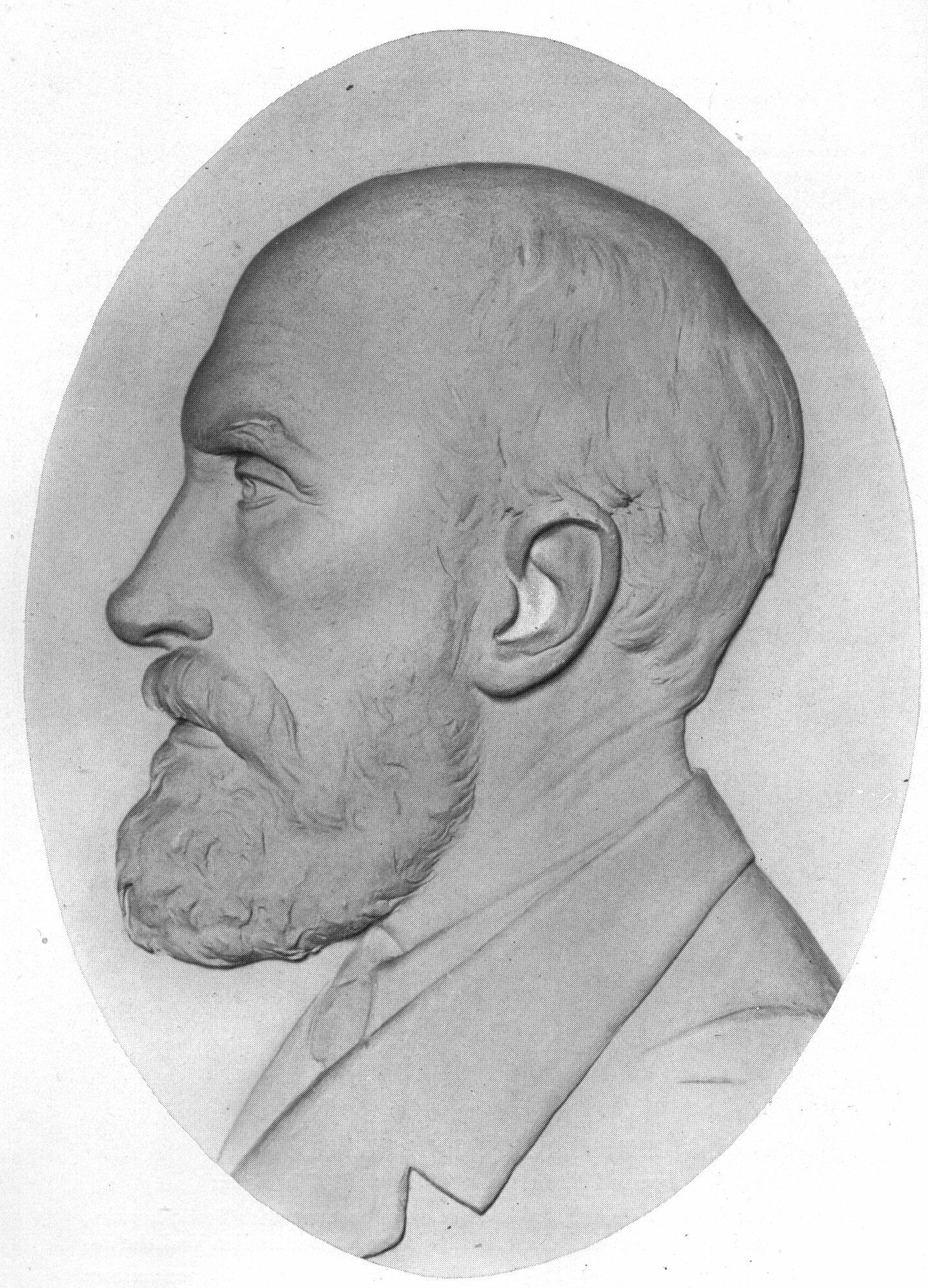
Gipsrelief von Hermann Blumenau

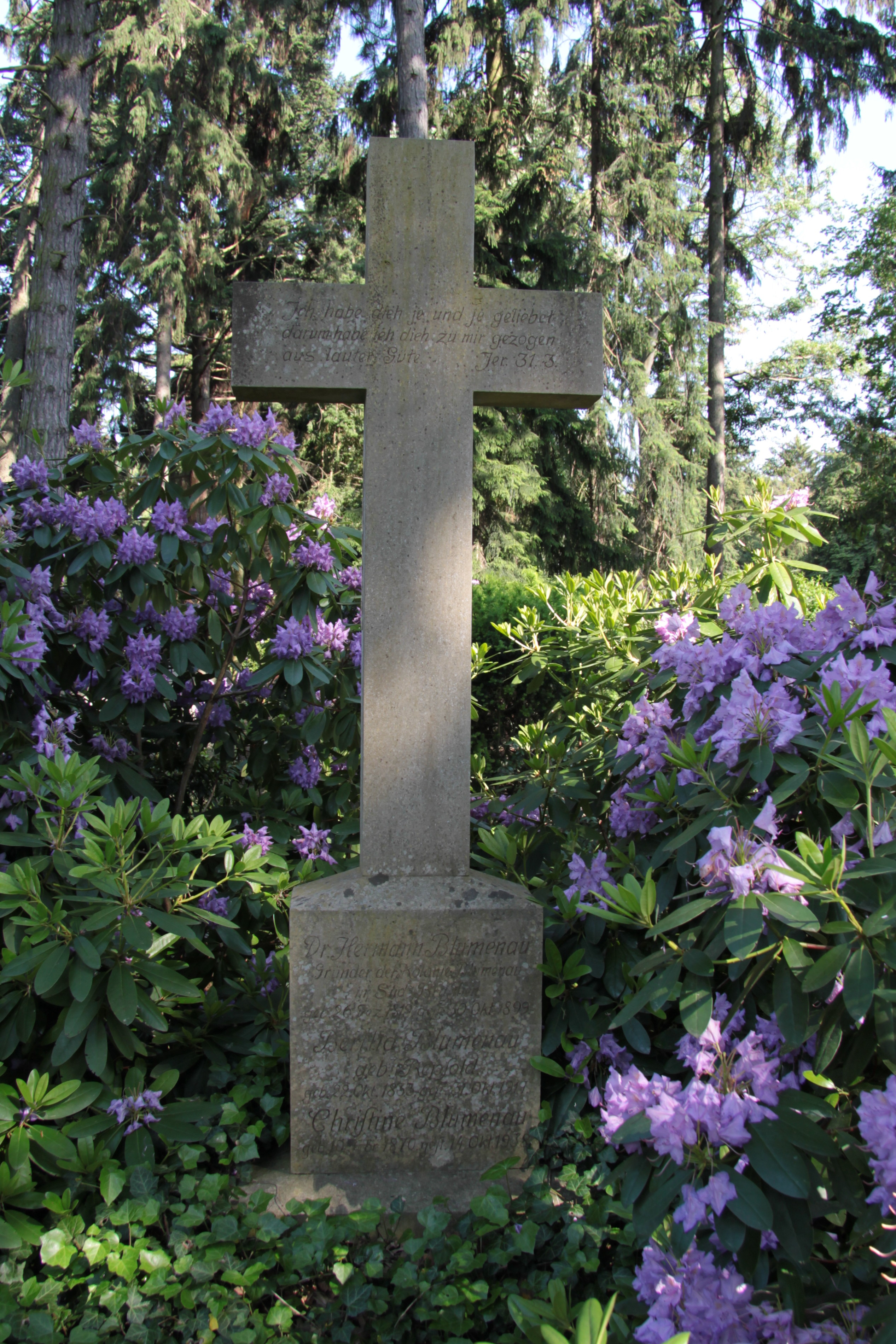
Grabstein von Hermann Blumenau auf dem Hauptfriedhof Braunschweig, Helmstedter Straße

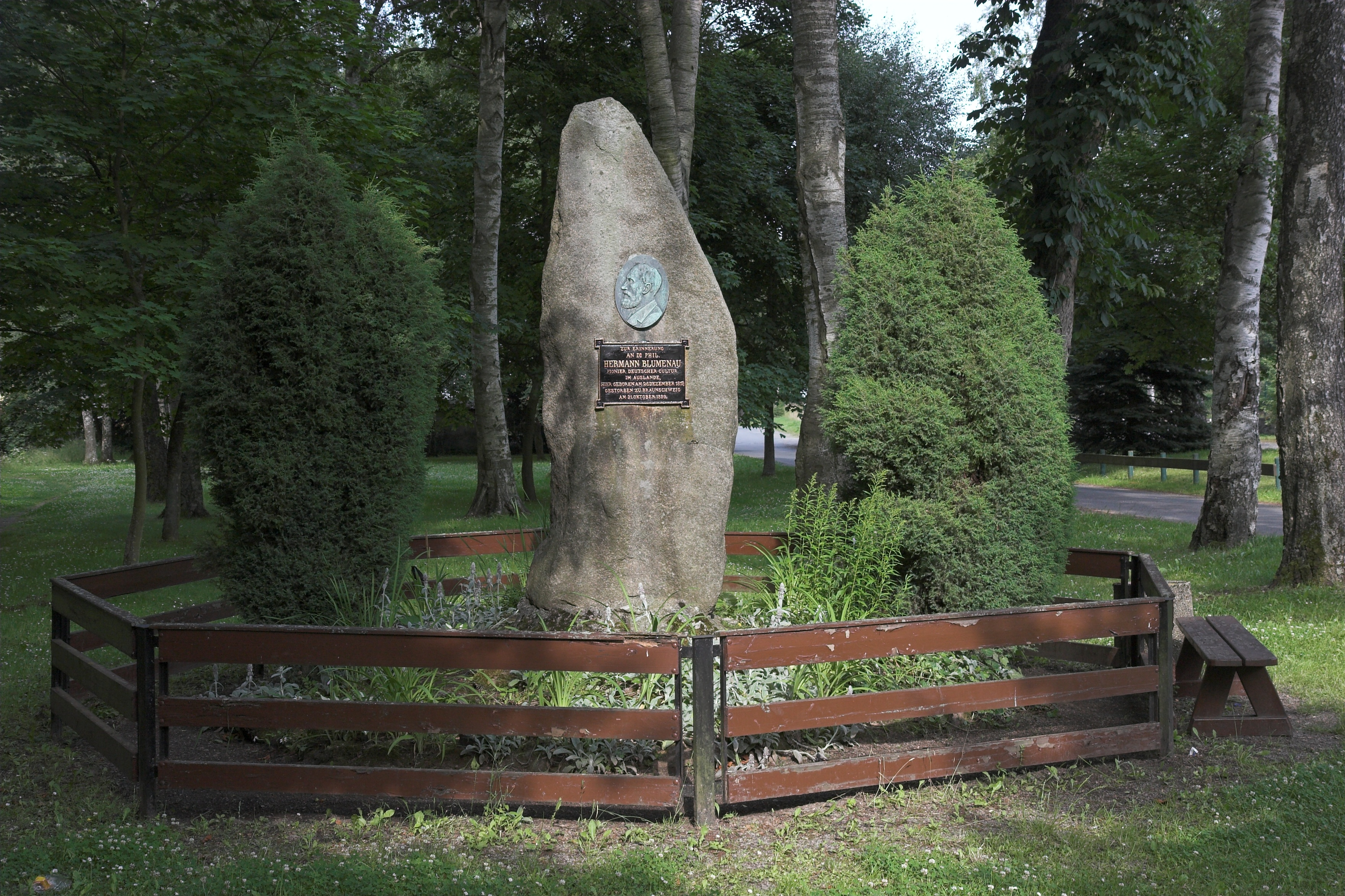
Blumenau-Denkmal in Hasselfelde

Hermann Bruno Otto Blumenau (* 26. Dezember 1819 in Hasselfelde; † 30. Oktober 1899 in Braunschweig) war ein deutscher Apotheker und Gründer der nach ihm benannten Stadt Blumenau im Bundesstaat Santa Catarina in Brasilien.

## Leben und Werk

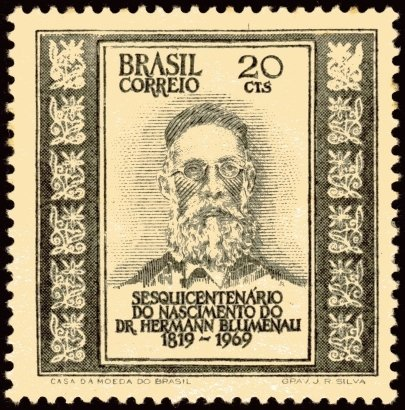
Hermann Blumenau

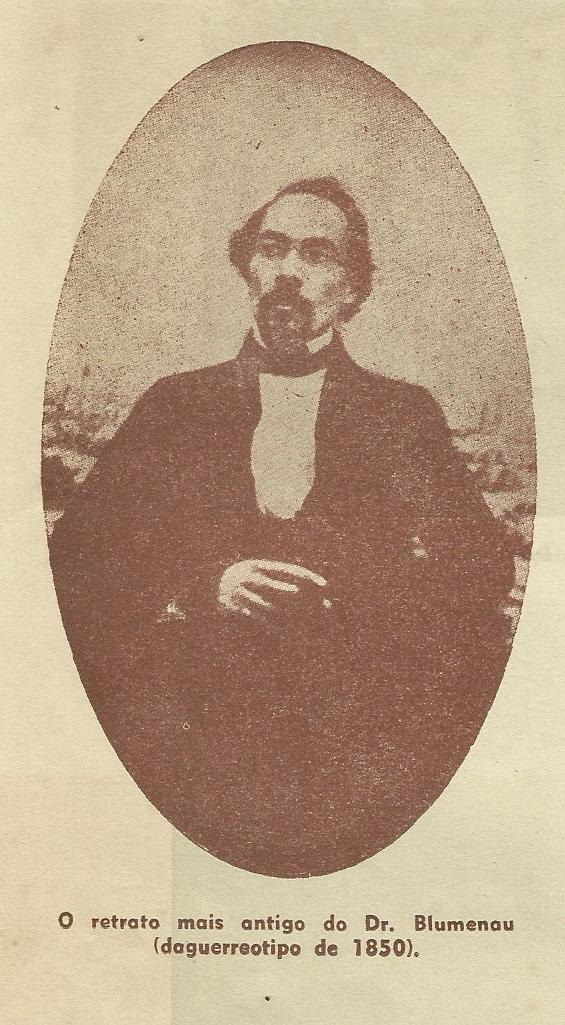
Hermann Blumenau

Er war das siebte Kind eines Forstbeamten. Nach seiner Ausbildung zum Apotheker zwischen 1836 und 1840 arbeitete er zunächst in Hasselfelde und Erfurt. Von 1844 bis 1846 war er an der Universität Erlangen eingeschrieben, an der er seinen Doktorgrad in Chemie erwarb.
Durch Kontakte mit dem Naturforscher Carl Friedrich Philipp von Martius, mit Alexander von Humboldt sowie dem brasilianischen Generalkonsul Johann Jakob Sturz begann er sich für die Auswanderung nach Brasilien zu interessieren, welches er im Anschluss an sein Studium zunächst für zwei Jahre bereiste.
Im Jahr 1846 ging Blumenau im Auftrag der in Hamburg ansässigen „Gesellschaft zu Beförderung der Auswanderung nach den südlichen Provinzen Brasiliens“ nach Brasilien, um Land zum Zwecke der Ansiedelung ausfindig zu machen. Nachdem sich die Gesellschaft 1847 aufgelöst hatte, kehrte Blumenau 1848 nach Deutschland zurück. Er kehrte 1850 in die Provinz Santa Catarina zurück und gründete am 2. September des gleichen Jahres mit insgesamt 17 deutschen Kolonisten (vorwiegend Handwerker, nur zwei Bauern) im Tal des Itajaí-Açu-Flusses die Kolonie „Blumenau“. 1852 verkaufte er weitere elf Grundstücke an deutsche Kolonisten. In diesem Jahr gehörte auch der bedeutende Biologe Johann Friedrich Theodor Müller zu den Bewohnern der jungen Kolonie, der sich ab 1865 endgültig in Blumenau niederließ. Die Kolonie selbst hatte große Schwierigkeiten, sodass Blumenau 1854 eine Reise nach Rio de Janeiro unternahm und Kontakte nach Deutschland suchte, um dort Unterstützung zu erlangen, die das Scheitern seines Projektes verhindern sollte. Er beklagte in Briefen, dass deutsche Behörden der Auswanderung arbeitsfähiger Bevölkerung häufig kritisch gegenüberstanden und derartige Unternehmungen nicht unterstützten.
1859 beschloss Blumenau, die Kolonie der brasilianischen Krone zu übergeben. Der Vertrag über die Übergabe der Kolonie wurde am 13. Januar 1860 unterzeichnet. Mit der Übernahme der Kolonie durch das brasilianische Kaiserreich wurde Blumenau als erster Direktor (port. diretor) der Kolonie eingesetzt. Im Jahr 1880 wurde die Kolonie zur Stadt (município) ernannt und Blumenau deren erster Bürgermeister (port. prefeito).
1884 ging er zurück nach Deutschland und ließ sich in Braunschweig nieder, wo er 1899 starb und auf dem Hauptfriedhof Braunschweig bestattet wurde. 1974 wurden seine Gebeine exhumiert und nach Blumenau überführt, wo ein Mausoleum für ihn errichtet wurde.
Der Berliner Medailleur Max von Kawaczynski (1860–1912) fertigte eine Erinnerungsplakette im Bronzeguss nach dem Tod des Freimaurers und Mitglieds der Loge Absalom in Hamburg. Die Personenmedaille hatte eine Breite von 55 mm und eine Höhe von 81 mm. Das Porträt des Geehrten wurde auf der Plakette zum linken Rand ausgerichtet und mit einem Text in Großbuchstaben versehen: HERM. BRUNO OTTO BLUMENAU Dr. PHIL. BLUMENAU und mit den Lebensdaten ergänzt. Im unteren Feld der vorderseitig gestalteten Plakette verewigte sich der Berliner Künstler und die von Blumenau in Brasilien gegründete "Loge zur Friedenspalme" mit deren Symbol – Zirkel und Palme – sowie dem Hinweis: EIN PIONIER IM AUSLANDE.
Die Ehrenbürgerin von Blumenau, Jutta Blumenau-Niesel, ist seine Urenkelin.

## Hörfunkdokumentation
- Thomas Gaevert: In die fremde Heimat – Geschichte und Visionen des Hermann Blumenau, Südwestrundfunk 2004, Erstsendung: 3. März 2004 auf SWR2